# 50 Words for Snow
| Críticas profissionais | Críticas profissionais |
| Avaliações da crítica  | Avaliações da crítica  |
| Fonte                  | Avaliação              |
| ---------------------- | ---------------------- |
| allmusic               | link                   |
| Entertainment Weekly   | A− link                |
| The Independent        | link                   |
| Los Angeles Times      | link                   |
| NME                    | link                   |
| The Observer           | link                   |
| Pitchfork Media        | link                   |
| Slant Magazine         | link                   |
| Spin                   | link                   |

50 Words for Snow é o décimo álbum de estúdio da cantora e compositora inglesa Kate Bush, lançado em 2011.
O álbum recebeu a certificação de ouro pela British Phonographic Industry por vendas superiores a 100.000 cópias no Reino Unido.

## Faixas
Todas as faixas escritas e compostas por Kate Bush. 
| N.º            | Título                        | Duração |  |
| 1.             | "Snowflake"                   | 9:48    |  |
| 2.             | "Lake Tahoe"                  | 11:08   |  |
| 3.             | "Misty"                       | 13:32   |  |
| 4.             | "Wild Man"                    | 7:17    |  |
| 5.             | "Snowed in at Wheeler Street" | 8:05    |  |
| 6.             | "50 Words for Snow"           | 8:31    |  |
| 7.             | "Among Angels"                | 6:49    |  |
| Duração total: | Duração total:                | 65:06   |  |

## Desempenho nas paradas musicais
| Parada musical (2011-12)                         | Melhor posição |
| ------------------------------------------------ | -------------- |
| Alemanha — Media Control Charts                  | 7              |
| Austrália — ARIA Albums Chart                    | 22             |
| Áustria — Top 40 Albums                          | 26             |
| Bélgica (Valónia) — Belgian Albums Chart         | 38             |
| Bélgica (Flandres) — Belgian Albums Chart        | 18             |
| Canadá — Canadian Albums Chart                   | 39             |
| Croácia — Croatian Albums Chart                  | 35             |
| Dinamarca — Danish Albums Chart                  | 16             |
| Escócia — Scottish Singles and Albums Charts     | 10             |
| Estados Unidos — Billboard 200                   | 83             |
| Estados Unidos — US Rock Album                   | 13             |
| Estados Unidos — Independent Albums              | 7              |
| Estados Unidos — Alternative Albums              | 9              |
| Finlândia — Finnish Albums Chart                 | 8              |
| França — SNEP                                    | 21             |
| Grécia — Greek Albums Chart                      | 51             |
| Irlanda — Irish Albums Chart                     | 12             |
| Itália — Federazione Industria Musicale Italiana | 38             |
| Japão — Oricon Albums Chart                      | 49             |
| Noruega — VG-lista                               | 13             |
| Nova Zelândia — New Zealand Albums Chart         | 39             |
| Países Baixos — MegaCharts                       | 10             |
| Polónia — Polish Albums Chart                    | 37             |
| Reino Unido — UK Albums Chart                    | 5              |
| Chéquia — Czech Albums Chart                     | 41             |
| Suécia — Sverigetopplistan                       | 13             |
| Suíça — Swiss Albums Chart                       | 12             |

## Créditos
"Snowflake"
- Kate Bush - vocais, piano, baixo
- Albert McIntosh - vocais
- Steve Gadd - bateria
- Del Palmer - baixo
- Dan McIntosh - guitarra

"Lake Tahoe"
- Kate Bush - vocais, piano
- Stefan Roberts - vocais
- Michael Wood - vocais
- Steve Gadd - bateria

"Misty"
- Kate Bush - vocais, piano
- Dan McIntosh - guitarra
- Danny Thompson – contrabaixo
- Steve Gadd - bateria

"Wild Man"
- Kate Bush - vocais, vocal de apoio, teclados
- Andy Fairweather Low - vocais
- Dan McIntosh - guitarra
- John Giblin - baixo elétrico
- Steve Gadd - bateria

"Snowed In at Wheeler Street"
- Kate Bush - vocais, piano, teclados
- Elton John - vocais
- Dan McIntosh - guitarra
- John Giblin - baixo elétrico
- Steve Gadd - bateria

"50 Words for Snow"
- Kate Bush - vocais, teclados
- Stephen Fry - Professor Joseph Yupik (vocais)
- Dan McIntosh - guitarra
- John Giblin - baixo elétrico
- Steve Gadd - bateria

"Among Angels"
- Kate Bush - vocais, piano